# Florence Oboshie Sai-Coffie

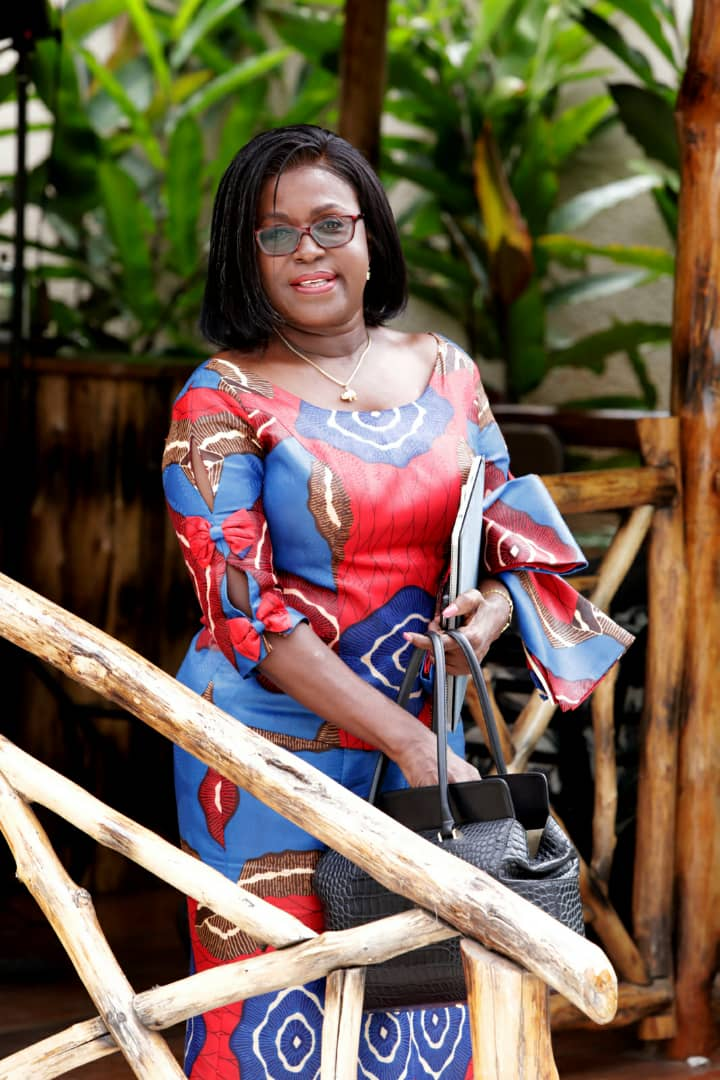
Florence Oboshie Sai-Coffie, 2022

Florence Oboshie Sai-Coffie, cũng là Oboshie Sai-Cofie hoặc Oboshie Sai Cofie (sinh ngày 6 tháng 4 năm 1953), là một chính trị gia Ghana và một giám đốc truyền thông. Trong nhiệm kỳ thứ hai của Tổng thống John Kufuor, bà là Thứ trưởng Bộ Thông tin từ năm 2005 đến 31 tháng 7 năm 2007. Bắt đầu từ ngày 1 tháng 8 năm 2007, bà giữ chức Bộ trưởng Thông tin và Định hướng Quốc gia của Kufuor, kế nhiệm Kwamina Bartels.

## Tiểu sử
Florence Oboshie Sai-Coffie là con gái của Fred T. Sai, một bác sĩ sức khỏe gia đình và học thuật người Ghana, người đồng sáng lập Hiệp hội Phụ huynh có kế hoạch của Ghana năm 1967. bà học tại Trường Giáo hội Ridge và Trường Achimota, cả ở Accra và lấy bằng cử nhân Xã hội học từ Đại học Ghana, Legon năm 1974. bà đồng sáng lập Mediatouch Sản xuất vào năm 1992, một công ty quảng cáo và sản xuất. Công ty của bà đã tạo ra nội dung và phát triển sự tham gia đầu tiên của Ghana và các vấn đề hiện tại Talk Show, với Sai-Coffie là người dẫn chương trình. Sử dụng chuyên môn quảng cáo của mình, bà đã tham gia các nhóm chiến dịch của John Kufuor và Đảng Yêu nước mới. Nhóm chiến dịch đưa ra các câu khẩu hiệu, chủ đề và khẩu hiệu hiệu quả trong cả hai cuộc bầu cử năm 2000 và 2004.
Từ năm 2001 đến 2005, bà làm việc tại Văn phòng Tổng thống, chịu trách nhiệm tại nhiều thời điểm trong việc quản lý di sản, quan hệ công chúng và viết bài phát biểu. bà cũng đã làm việc với Nhóm Thông tin và Quan hệ công chúng (PRIM) để cung cấp một liên kết giữa Văn phòng của Tổng thống và Bộ Thông tin. Oboshie Sai-Coffie nói tiếng Anh, Ga và Twi.